# Onslow (Schiff, 1941)
HMS Onslow (G17) der Royal Navy war der Flottillenführer der Zerstörer der O-Klasse, deren acht Boote am 3. September 1939 als erste Emergency-Flotilla bestellt wurden. Das bei der Werft von John Brown & Company am 1. Juli auf Kiel gelegte Boot war allerdings Teil des Auftrages für die zweite Emergency destroyer-flotilla (P-Klasse) vom 20. Oktober 1939 von dem zwei Boote in Clydebank entstehen sollten. Die weiteren Aufträge dieser Klasse gingen an die Fairfield-Werft in Govan und die Walker-Werft von Vickers-Armstrong am Tyne (je drei).
Als Name des Neubaus war Pakenham vorgesehen. Noch vor dem Stapellauf wurde er in Onslow geändert. Ähnlich wurde mit dem fünften von Fairfield zu liefernden Neubau verfahren. Durch die Umbenennungen gab es nur in der O-Klasse vier Boote mit der ursprünglich vorgesehenen Hauptbewaffnung von vier 12-cm-Kanonen.
Die Onslow kam im Herbst 1941 bei der Home Fleet als drittes Boot der Klasse in Dienst. Ihr bedeutendster Einsatz war die Verteidigung des Geleitzuges JW 51B um die Jahreswende 1942/43 gegen die Admiral Hipper, bei der der Zerstörer schwer beschädigt wurde.
Das 1947 aus dem Dienst genommene Boot wurde 1949 mit zwei weiteren Booten der Klasse an Pakistan verkauft. Dort blieb es als Tippu Sultan bis zum Abbruch 1980 im Dienst.

## Baugeschichte
Vier Werften erhielten Aufträge für je zwei Boote der neuen O-Klasse, den ersten Zerstörern des Kriegsbauprogramms (War Emergency Programm) unmittelbar nach Kriegsausbruch. Sechs Wochen später wurden acht weitere Zerstörer als P-Klasse bestellt. Ursprünglich als identische Schiffe mit je einem leicht modifizierten Flottillenführer bestellt, entstanden schließlich drei verschiedene Versionen.
Vier Boote der O-Klasse und alle Boote der P-Klasse erhielten statt der ursprünglich vorgesehenen Hauptbewaffnung mit 12-cm-Kanonen auch zur Flugzeugabwehr geeignete 102-mm-Geschütze. Dazu tauschten ein bei Fairfield und ein bei John Brown in Bau befindliches Boot des zweiten Auftrags ihre Namen mit den bei Hawthorn, Leslie & Company in Auftrag gegebenen Booten des ersten Auftrags, die als Boote der P-Klasse festgestellt wurden. Die bei Denny Brothers und Thornycroft bestellten Boote der O-Klasse erhielten auch die veränderte Hauptbewaffnung und konnten zu Minenlegern umgerüstet werden.
Die im Oktober 1939 bei John Brown & Company in Auftrag gegebene Pakenham lief in Clydebank am 31. März 1941 vom Stapel. Im August 1941 wurde das fast fertige Boot in Onslow umbenannt und am 8. Oktober 1941 als dritter Zerstörer des Kriegsbauprogramms für die Royal Navy fertiggestellt.
Nur die ersten Boote von Fairfield (Oribi und Offa), und die als Pathfinder dort begonnene Onslaught sowie die bei John Brown gefertigte Onslow (ex Pakenham) erhielten die ursprünglich vorgesehene Hauptbewaffnung mit 12-cm-Kanonen.

Die anderen vier Zerstörer der O-Klasse und alle Schiffe der P-Klasse erhielten statt der ursprünglich vorgesehenen Hauptbewaffnung 102-mm-Geschütze die auch zur Flugzeugabwehr geeignet waren.
Die Zerstörer der O-Klasse waren eine für den schnellen Bau während des Krieges abgewandelte Variante der J-Klasse, von der die Rumpfform im Wesentlichen und die Maschinenanlage übernommen wurde. Allerdings wurde die Bewaffnung gegenüber den letzten Vorkriegsbestellungen wesentlich verändert. Man verzichtete auf Doppellafetten oder gar Doppeltürme und sah wieder Einzellafetten mit Schutzschilden vor. Als Geschütz war weiterhin das bewährte 12-cm-Mk IX-Geschütz aller britischen Zerstörer zwischen den Weltkriegen vorgesehen, das schließlich jedoch nur auf vier der 16 Boote zum Einbau kam.
Die Onslow hatte eine Verdrängung von 1550 ts bei einer Länge von 105,15 Metern. Angetrieben wurde sie von zwei Admiralitäts-Kesseln mit Ölfeuerung und Parsons-Turbinen. Die-Getriebeturbinen, die über zwei Wellen mit 40000 PS eine Höchstgeschwindigkeit von 37 Knoten ermöglichten. Die Besatzung der Boote umfasste 176 Mann.
Bewaffnet war die Onslow mit vier 120-mm-Mk.IX-Schnellfeuerkanonen und einem 102-mm-Mk.V-Flugabwehrgeschütz an der Position des eigentlich geplanten zweiten Torpedorohr-Vierlings. Die mangelnde Eignung der 12-cm-Kanonen zur Flugzeugabwehr sollte so etwas ausgeglichen werden. Dieses Defizit führte zum Einbau dieser Waffe als Hauptbewaffnung bei der P-Klasse in Einzelaufstellung mit einem neu entwickelten Schutzschild.
Dazu kamen als leichte Waffen noch ein 40-mm-pompom-Vierling und vier einzelne 20-mm-Oerlikon-Kanonen. Die weiteren Waffen waren ein 21 Zoll-Torpedorohr-Vierling sowie zwei Wasserbombenwerfer und zwei Ablaufbahnen für Wasserbomben.

## Einsatzgeschichte
Am 6. August 1941 begannen die Versuchsfahrten der zweiten Onslow der Royal Navy, die am 8. Oktober abgenommen wurde und ihren Dienst bei der Home Fleet in Scapa Flow beginnen sollte.
Die erste Onslow war 1916 als Zerstörer der M-Klasse ebenfalls bei Fairfield entstanden. Dieses in der Seeschlacht am Skagerrak eingesetzte Boot war 1921 abgewrackt worden.
Am 31. Oktober erfolgte ihr erster Einsatz als Sicherung des Minenlegers Welshman und zweier Hilfsminenleger zusammen mit den Schwesterbooten Offa und Oribi sowie dem Geleitzerstörer  Brighton, um eine neue Sperre im Seegebiet zwischen den Faröern und Island zu legen. Ab dem 17. November erfolgte ihr erster Einsatz als Sicherung eines Nordmeergeleitzuges in die Sowjetunion (PQ 4) mit dem Schweren Kreuzer  Berwick und der Offa. Diese Aufgabe erledigte das Boot vorrangig bis zum Kriegsende.
Am 24. Dezember 1941 verließ die Onslow Scapa Flow mit dem Kreuzer  Kenya, den Schwesterbooten Oribi und Offa, der  Chiddingfold sowie den ehemaligen Kanalfähren  Prince Charles und Prince Leopold als Truppentransportern zu einem Kommando-Raid gegen Vågsøy auf den Lofoten (Operation „Archery“). Die Onslow unterstützte die Landungstruppen, darunter die norwegische Kommandoeinheit Kompanie Linge, mit ihrer Hauptartillerie und besetzte mit einem Prisenkommando das deutsche Vorpostenboot V5108 Föhn, auf dem das Verschlüsselungsgerät mit Anleitung sichergestellt werden konnte. Der Vorstoß richtete sich gegen von den Deutschen betriebene Fischverarbeitungsbetriebe und sollte mit einem gleichzeitig erfolgten zweiten Vorstoß die Deutschen veranlassen, mehr Truppen in Norwegen zu stationieren. Auf dem Rückzug nahmen die Angreifer Freiwillige Norweger aber auch norwegische Kollaborateure („Quislinge“) mit. Am 28. trafen die Einsatzkräfte wieder in Scapa Flow ein.

### Einsätze 1942
Die Onslow diente weiter bei Home Fleet in der Sicherung der „North West Approaches“. Am 1. Januar 1942 rettete sie 23 Überlebende von der noch treibenden Hecksektion des am Vortag torpedieren Motorschiff Cardita und brachte sie am 2. nach Reykjavík. Im März war das Boot dann wieder in der Fernsicherungsgruppe des Russland-Geleitzuges PQ 12 und bis Ende Mai auch der folgenden Geleitzüge bis PQ 16, bei dem es zur Nahsicherung gehörte. Diese Gruppe mit den Kreuzern Nigeria, Kent, Norfolk, Liverpool und den Zerstörern Oribi, Marne neben der Onslow verblieb allerdings nur am 25. und 26. Mai beim Geleitzuges und wurde dann wegen der U-Boot-Gefahr abgezogen. Der Geleitzuges verlor zehn Schiffe (7 durch Luft-, 3 durch U-Boot-Angriffe).
Im Juni wurde das Boot der Sicherung des Geleitzuges WS19Z nach Malta zugeteilt (Operation Harpoon). Dessen fünf Transporter und ein Tanker sollten ab dem 5. Juni vom Clyde durch die Kreuzer  Kenya und Liverpool sowie die Zerstörer Bedouin, Icarus, Marne, Matchless, Escape neben der Onslow sowie die Geleitzerstörer Middleton, Badsworth und die polnische Kujawiak gesichert werden. Zur Sicherung der in Malta dringend benötigten Versorgungsgüter traten am 11. in Gibraltar noch eine Vielzahl weiterer Einheiten hinzu und die Sicherungsgruppen wurden neu zusammengestellt. Neben dem Westkonvoi (Operation Harpoon) versuchte gleichzeitig von Alexandria ein Ostkonvoi von zwölf Transportern gesichert durch die Mittelmeerflotte (Operation Vigorous) Malta zu erreichen.
Die Onslow wurde der Sicherung der Trägergruppe (Eagle, Argus) zugeteilt, zu der neben drei Kreuzern sieben weitere Zerstörer gehörten. Am 17. begleitete mit der Icarus die Eagle zurück nach Gibraltar, die dringend Treibstoff benötigte.
Am 20. Juni begann der Rückmarsch der Einheiten der Home-Fleet, die dann die Sicherung des Russland-Konvois PQ 17 übernahm. Der erneute frühzeitige Rückzug der Sicherungseinheiten begünstigte die Erfolge der Deutschen gegen diesen Geleitzug.
Die Onslow sicherte die Einheiten der Home Fleet und blieb dann zwischen Island und den Britischen Inseln. Im August sicherte sie dann noch Einheiten der Home Fleet, die von einem weiteren Einsatz zur Unterstützung Maltas zurückkehrten.
Anfang September gehörte das Boot dann zu einer der beiden Sicherungsgruppen am Geleitzug PQ 18. Geführt vom Kreuzer Scylla schützten zwei Gruppen mit je acht Zerstörern den Konvoi. Zur Gruppe der Onslow gehörten noch die Onslaught, Opportune, Offa sowie die Tribals Ashanti, Eskimo, Somali und Tartar. Trotz der längeren und intensive Sicherung verlor dieser Konvoi dreizehn Schiffe.
Ende Oktober 1942 wurde die Onslow zum Geleitzug WS 24 in der Irischen See kommandiert, der von den Schwesterbooten Offa, Oribi, dem neuen Zerstörer Rotherham und dem Holcombe über den Atlantik begleitet werden sollte.
Der Geleitzug hatte auf sieben großen Truppentransportern Soldaten für den Mittleren Osten und sollte erstmals über das inzwischen auf Seiten der Alliierten dem Krieg beigetretene Brasilien nach Südafrika laufen. Zu ihm gehörten mit der Empress of Scotland und den Schwesterschiffen Athlone Castle und Stirling Castle drei Schiffe von über 25.000 BRT. Der so weit westliche Kurs war auch wegen der anlaufenden Landungen der Alliierten in Nordafrika (Operation Torch) gewählt worden.
Schon am 2. November verließen Onslow und Offa den Konvoi und liefen Ponta Delgada auf den Azoren an. Am folgenden Tag schloss sich die Onslow der US Western Task Force an und unterstützte ab dem 8. die bei Casablanca landenden US-Truppen. Schon am 10. nach Gibraltar entlassen, liefen Onslow und  Oribi von dort vom 14. bis 18. November zurück nach Scapa Flow.

Am 25. Dezember 1942 übernahm die Onslow die Geleitsicherung des Nordmeer-Geleitzuges JW 51B mit den Schwesterbooten Obedient, Obdurate, Oribi und Orwell. Zur Sicherung des 15 Schiffe umfassenden Teilkonvois gehörten noch der Zerstörer Achates, ein Minensucher, zwei Korvetten und zwei bewaffnete Trawler. Bei sehr schweren Wetterbedingungen suchte der Konvoi seinen Weg nach Murmansk, als er am 31. Dezember 1942 vom deutschen Schweren Kreuzer Admiral Hipper angegriffen wurde. Der Kommandant der Onslow, Captain Sherbrooke, entschloss sich zu einem Gegenangriff mit Obedient, Obdurate und Orwell, woraus sich die 
 entwickelte. Die Oribi stand nicht zur Verfügung, da sie den Anschluss verloren hatte.
Den deutschen Angreifern des Unternehmens Regenbogen, neben der Admiral Hipper noch der Kreuzer Lützow und sechs Zerstörer, gelang kein koordinierter Angriff. Nach dem Eintreffen der britischen Nahsicherung mit den Kreuzern Sheffield und Jamaica und Treffern auf der Hipper zogen sich die Deutschen zurück. Beide Seiten hatten mit Friedrich Eckoldt und Achates einen Zerstörer verloren; die Briten dazu noch den Minensucher Bramble. Darüber hinaus hatten die Zerstörer Obedient und Obdurate Treffer erhalten. Schwer getroffen war die Onslow, die neben vielen Verletzten 17 Tote zu beklagen hatte. Der schwerverletzte Kommandant Sherbrooke wurde für seine mutige Führung der Zerstörer mit dem Victoria-Kreuz ausgezeichnet.

### Einsätze 1943/44
Als Folge des Gefechtes an Silvester wurde die Onslow in Murmansk behelfsmäßig repariert und konnte erst am 29. Januar 1943 mit dem Geleitzug RA 52 nach Großbritannien zurückkehren. Am 7. Februar ging sie in Hull in eine Werft, um grundlegend instand gesetzt zu werden. Dabei wurde ein moderner Gittermast eingebaut, die Radaranlage erneuert und ein neues Funkpeilgerät installiert. Ab Ende April wurde das Boot mit einer neuen Besatzung eingefahren. Ende Mai sicherte das Boot mit der Orwell das Schlachtschiff Howe auf der Fahrt nach Gibraltar. Anschließend wurden Schlachtschiffe im Mittelmeer gesichert und dann mit Orwell die Nelson auf dem Rückmarsch nach Plymouth begleitet. Im Juni übernahm die Onslow  wieder die Aufgaben des Flottillenführers von der Offa für die „17th destroyer flotilla“.
Mitte August ging König Georg VI. in Scrabster an Bord der Onslow zur Überfahrt nach Scapa Flow, um die Home Fleet zu besichtigen. Ab Anfang November war das Boot wieder im Einsatz bei der Sicherung von Nordmeer-Geleitzügen. Ab dem 22. Dezember 1943 gehörte sie zur Sicherung des Geleitzuges JW 55B. Als der Anmarsch der Scharnhorst festgestellt wurde, verblieb die Onslow beim Konvoi und war an dem Seegefecht vor dem Nordkap nicht beteiligt, während ein Teil der Zerstörer zur Abwehr des deutschen Schlachtschiffes herangezogen wurde.
Zu Beginn des Jahres 1944 wurde das Boot überholt und die Radaranlage erneut verbessert. Ab März bereitete sich das Boot auch auf einen Einsatz im Kanal im Falle einer Landung der Alliierten auf dem Kontinent vor. Am Ende des Monats erneuter Einsatz in der Sicherung eines Nordmeer-Geleitzuges (JW 58) mit dem Kreuzer Diadem, den Geleitträgern Activity und Tracker und den Zerstörern Obedient, Offa, Offa, Opportune, Oribi, Orwell, Saumarez, Serapis, Scorpion, Venus sowie der norwegischen Stord. Am 14. Mai nahm die Onslow an einem Trägerraid der Emperor und Striker gegen den Schiffsverkehr vor Norwegen teil.
Ab Ende Mai wurde die Onslow mit Schwesterbooten den Sicherungskräften für die geplante Invasion zugeteilt. Es kam zu Gefechten mit Schnellbooten, Luftangriffen auf das Boot und Artillerieunterstützung der Landungstruppen. Am 12. August war das Boot mit der Diadem und der Piorun an der Versenkung des Sperrbrechers 7 beteiligt.
Ab September diente das Boot wieder bei der Sicherung der Nordmeer-Geleitzüge JW 60, JW 61, JW 62.

### Letzte Einsätze für die Royal Navy
Die Onslow war am 11. Januar 1945 erneut an einem Tägerraid gegen den Schiffsverkehr vor der norwegischen Küste beteiligt. Mit den Kreuzern Norfolk und Bellona und den Schwesterbooten Onslaught und Orwell wurde der Küstenverkehr angegriffen und das Minensuchboot M 273 und zwei Frachter versenkt. Im Februar sicherte die Onslow den Geleitzug JW 64. Bis zum Kriegsende folgten weitere Einsätze gegen den Schiffsverkehr vor der norwegischen Küste. Ab dem 12. Mai gehörte die Onslow zur Sicherung des letzten Nordmeer-Geleitzuges JW 67.
Vom 5. bis 7. Juni 1945 gehörte die Onslow mit der Devonshire und den Zerstörern Obdurate, Orwell und der norwegischen Stord zur Eskorte des auf der HMS Norfolk heimkehrenden Königs Håkon VII., der in Oslo begeistert empfangen wurde. Nach fünf Tagen in der norwegischen Hauptstadt besuchte die Onslow noch Kopenhagen. Nach Dienst in der Ostsee folgte noch ein Besuch in Rotterdam.
Vom 29. Dezember 1945 bis zum 3. Februar 1946 nahm das Boot an der Operation Deadlight teil.
Dann wurde das Boot bis April 1947 am Training und Versuchen mit Unterseebooten in Portsmouth beteiligt. Sie wurde dann aufgelegt und auf die Verkaufsliste gesetzt. Am 30. September 1949 erfolgte der Verkauf an Pakistan.

## Dienst in der pakistanischen Marine
Die angekaufte Onslow wurde als Tippu Sultan in den Dienst der Marine Pakistans gestellt, die 1949 auch noch das Schwesterboot Offa als Tariq übernahm. 1951 kam noch die Onslaught als Tughril hinzu. Die drei Boote dienten als Flottenzerstörer.
1957 wurde die Tippu Sultan aus dem Dienst genommen und in Birkenhead zu einer U-Boot-Abwehr-Fregatte vom „Typ 16“ umgebaut. Dieser Umbau erfolgte auch bei der Tughril. Die Tariq wurde 1959 an Großbritannien zurückgegeben und verschrottet
Die Umbauten erfolgten nach den Vorgaben der Royal Navy für deren Umbauten (Orwell, Paladin, Petard und sieben Boote der T-Klasse) und die Bewaffnung wurde vollständig erneuert.
1960 kehrte das Boot nach Pakistan zurück und blieb bis zum Abbruch 1980 als letztes Boot der Klasse im Dienst.